# Sebastian Karpiniuk

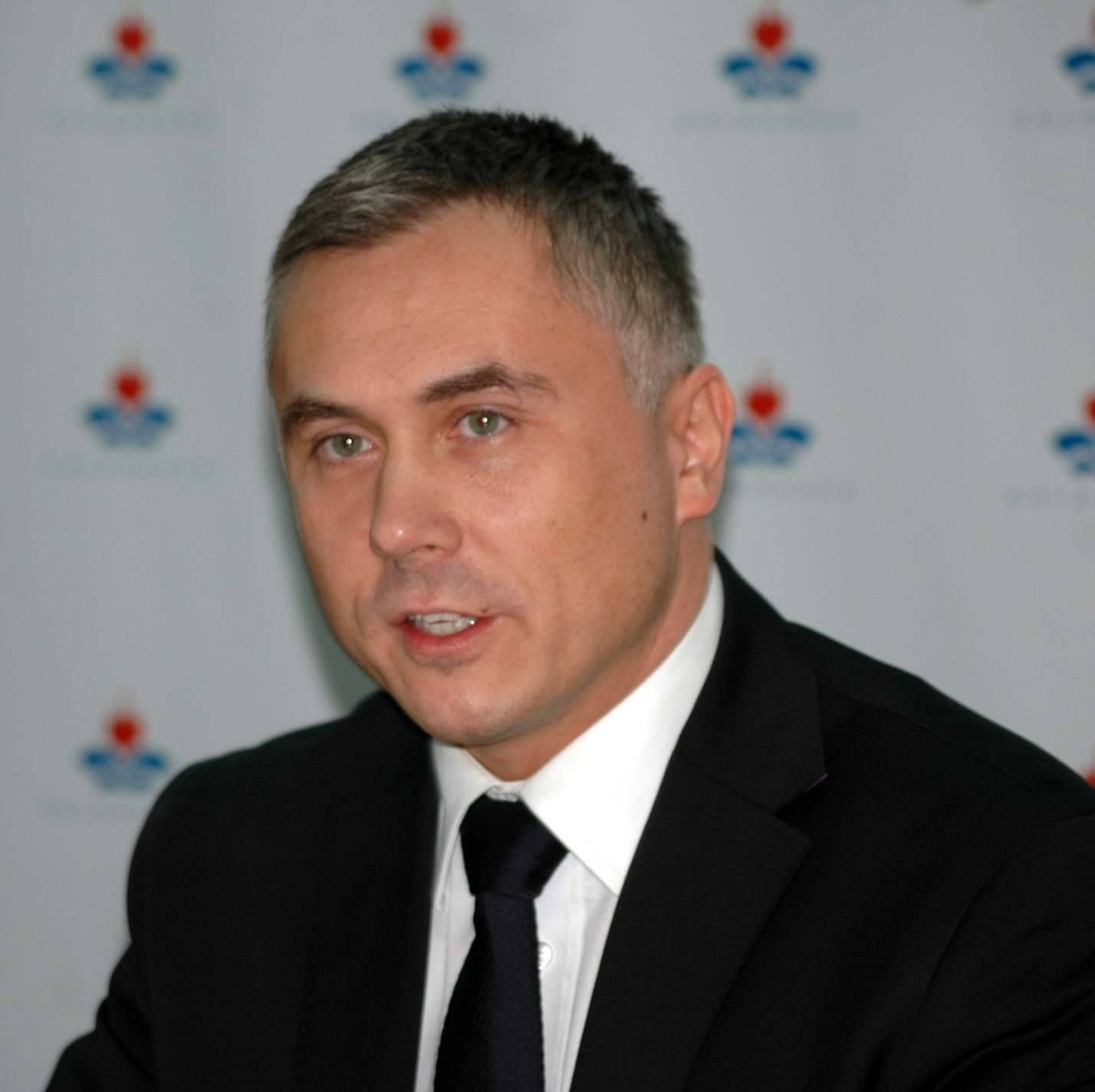
Sebastian Karpiniuk (2010)

Sebastian Marek Karpiniuk (* 4. Dezember 1972 in Kołobrzeg; † 10. April 2010 in Smolensk, Russland) war ein polnischer Politiker der Platforma Obywatelska. Er gehörte dem Sejm von 2005 bis zu seinem Tod in der V. und VI. Wahlperiode an.

## Leben und Beruf
Karpiniuk studierte Rechtswissenschaft an der Universität Danzig. Anschließend arbeitete er in einer Anwaltskanzlei und war Sprecher des Stadtpräsidenten von Kołobrzeg. Von 2004 bis 2005 war er stellvertretender Stadtpräsident von Kołobrzeg. Er gehörte dem Vorstand des örtlichen Fußballvereins MKP Kotwica Kołobrzeg an. Am 10. April 2010 kam Karpiniuk beim Flugunfall von Smolensk 2010 ums Leben, er wurde auf dem Cmentarz Komunalny (Städtischer Friedhof) in Kołobrzeg beigesetzt. Das Flugzeug, das im Anflug auf den russischen Militärflugplatz Smolensk-Nord war, stürzte bei einem auf menschliches Versagen zurückgeführten Unfall ab. Es handelte sich hierbei um das Flugzeug des polnischen Staatspräsidenten Lech Kaczyński, der ebenfalls unter den Opfern war.

## Politik
In den 1990er Jahren engagierte Karpiniuk sich zunächst im Kongres Liberalno-Demokratyczny und später in der Unia Wolności. 2001 beteiligte er sich an der Gründung der Platforma Obywatelska. Er war auch Mitglied der diesen Parteien nahestehenden Jugendorganisation Stowarzyszenie „Młodzi Demokraci“, deren stellvertretender Vorsitzender in der Woiwodschaft Westpommern er 2002 wurde.
Bei der Parlamentswahl 2001 kandidierte er noch erfolglos für den Sejm. Vier Jahre später gelang ihm dann bei der Wahl 2005 der Einzug in das Parlament. Er wurde mit 9767 Stimmen aus dem Wahlkreis 40 Koszalin gewählt. Bei der Parlamentswahl 2007 wurde er wiedergewählt. 2009 war er Vorsitzender des Untersuchungsausschusses, der sich mit dem Vorwurf illegaler Einflussnahme auf Polizeibeamte, Geheimdienste, Staatsanwälte und Justizpersonen beschäftigte.

## Ehrungen

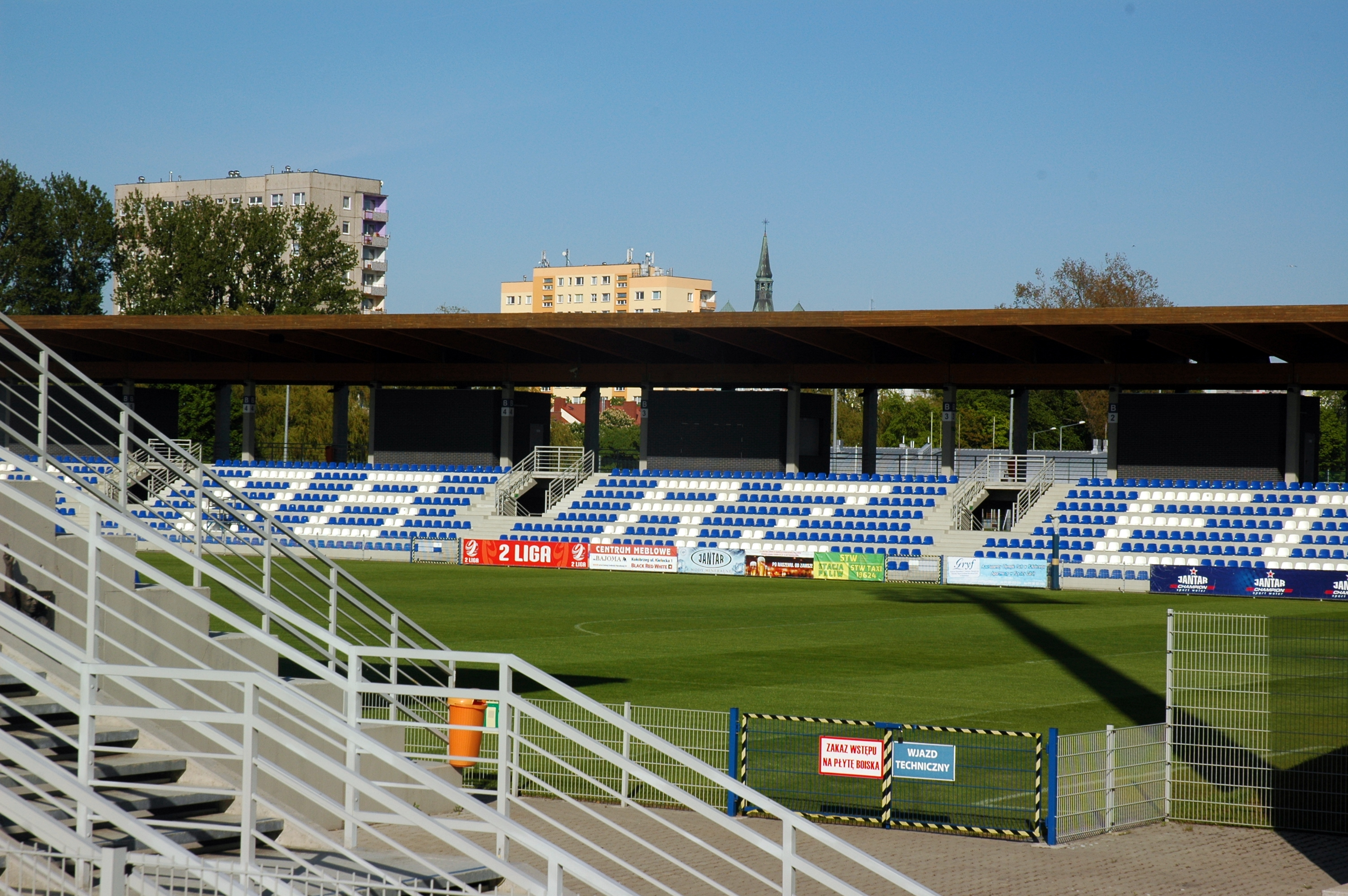
Sebastian-Karpiniuk-Stadion in Kołobrzeg

Postum wurde Karpiniuk am 16. April 2010 das Komturkreuz des Ordens Polonia Restituta (Krzyż Komandorski Orderu Odrodzenia Polski) verliehen. Das Stadion des Fußballvereins MKP Kotwica Kołobrzeg wurde Ende April 2010 nach ihm benannt.